# École nationale de droit de l'université de l'Inde

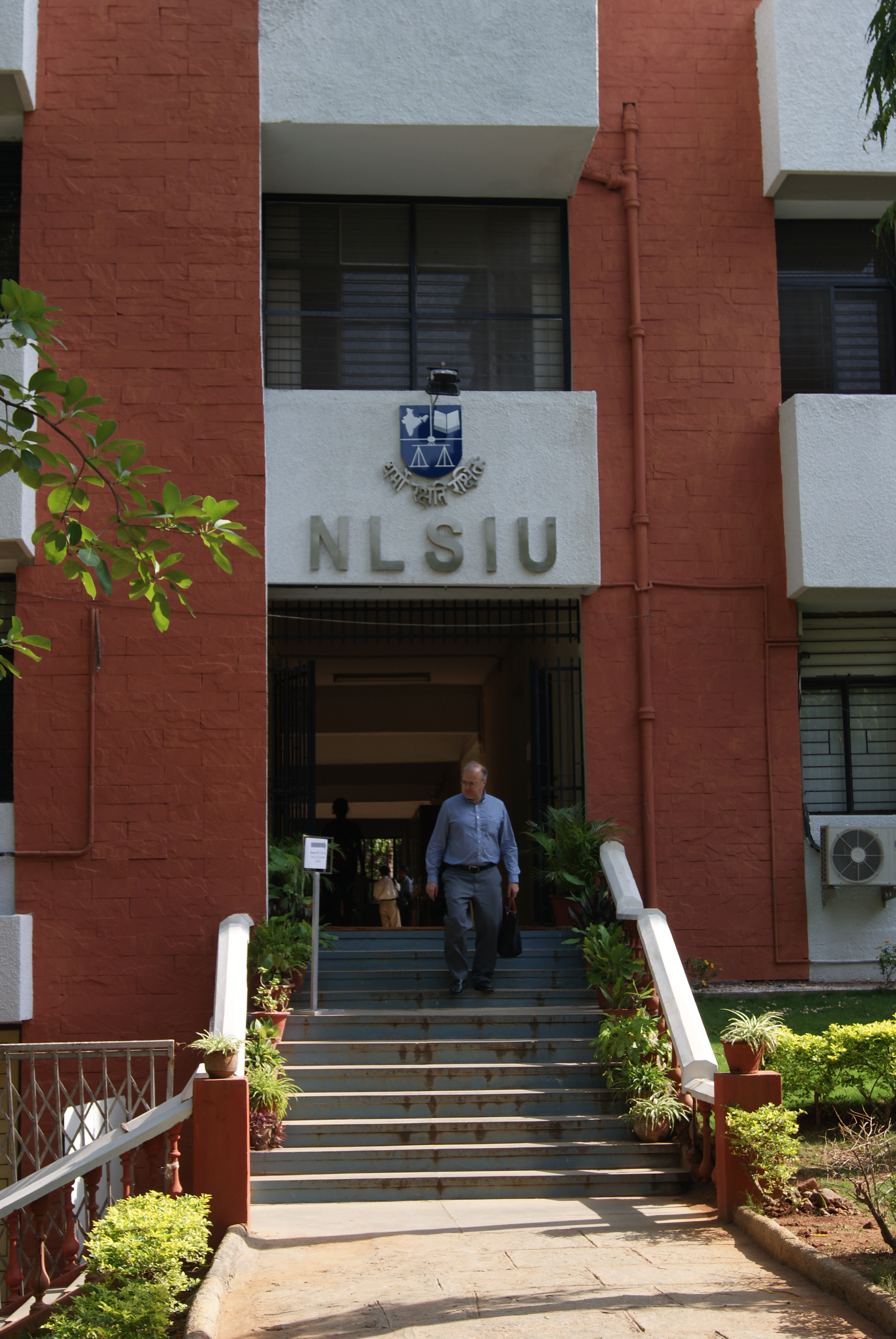
La National Law School de l'Université de l'Inde (Bangalore, Karnataka, Inde), en 2013.

L'École nationale de droit de l'université de l'Inde (NLSIU) est une institution fondée par l'Assemblée législative du Karnataka pour la formation juridique de premier cycle et universitaire en Inde. C'est la première université nationale de droit à avoir été établie. Selon les estimations de sa popularité, l'école est la plus prestigieuse école de droit en Inde.
Situé à Bangalore, NLSIU a été créé par une loi adoptée par l'Assemblée législative de l'État de Karnataka. L'école a été fondée officiellement le 29 août 1987. La loi prévoit que le juge en chef de l'Inde est responsable de l'école d'accueil. Le vice-chancelier, actuellement R.Venkata.Rao, est l'administrateur en chef de l'école.

## Chaire du HCR de droit des réfugiés
La première chaire du Haut Commissariat des Nations unies pour les réfugiés pour le droit des réfugiés a été créée en 1995 à l'École nationale de droit de l'université de l'Inde de Bangalore. 
Le chercheur en science politique spécialiste du droit des réfugiés Subramanya Nagarajarao été nommé à cette chaire. Durant son mandat, il a poursuivi ses recherches sur les réfugiés et deux de ses ouvrages sur ce sujet sont publiés en 2004,.